# Маулвібазар (зіла)
Маулвібаза́р (бенг. মৌলভীবাজার জেলা, англ. Maulvibazar Zila) — одна з 4 зіл регіону Сілхет Бангладеш, розташована на південному сході регіону.
Населення — 1919062 особи (2011; 1606354 в 2008, 1376566 в 1991).

## Адміністративний поділ
До складу регіону входять 6 упазіл:
| Зіла              | Площа, км² | Населення, осіб (1991) | Населення, осіб (2008) |
| ----------------- | ---------- | ---------------------- | ---------------------- |
| Барлекха          | 501,65     | 200674                 | 230800                 |
| Камалгандж        | 485,26     | 191672                 | 229648                 |
| Кулаура           | 679,25     | 339673                 | 395778                 |
| Маулвібазар-Садар | 344,34     | 239378                 | 278593                 |
| Раджнагар         | 338,15     | 174280                 | 193303                 |
| Срімангал         | 450,74     | 230889                 | 278232                 |